# Tripleville
Tripleville est une commune historique du nord du Loir-et-Cher (région Centre-Val de Loire), reléguée au statut de commune déléguée depuis 2016 et la fusion administrative avec 6 de ses communes voisines afin de créer la commune nouvelle de Beauce la Romaine, dont le chef-lieu se trouve à Ouzouer-le-Marché.

## Géographie

### Lieux-dits et écarts
- Prunay, Chèvremont, la Mouise Martin. Manthierville, Basses  Huignes.

### Hydrographie
Près du village, au confluent de plusieurs vallées sèches creusées au quaternaire, se trouve la fontaine Saint-Martin, source de la rivière Aigre (altitude 114 m) qui après un cours d'une vingtaine  de kilomètres se jette dans le Loir à Bouche-d'Aigre (altitude 96 m, commune de Romilly-sur-Aigre).
Cette rivière traverse en Loir-et-Cher les villages de Tripleville et Verdes, en Eure-et-Loir la commune du Le Mée, les villages de La Ferté-Villeneuil, Charray et Romilly-sur-Aigre.
Cette source est une exsurgence de la nappe de Beauce (la Conie est alimentée de la même façon). La conséquence en est que cette rivière est très sensible aux fluctuations du niveau de la nappe et en particulier à une pluviométrie faible ou à des pompages agricoles intensifs. Des sources secondaires situées au milieu de son lit, dont l'alimentation viendrait de nappes plus profondes, jalonnent son parcours : La Canche (commune de Verdes), Les Grands Gouffres (commune du Mée). Ces sources secondaires atténuent l'effet des prélèvements, néanmoins la rivière a été plusieurs fois à sec depuis 1976.

## Toponymie
- Turpleville (Turple, nom de personne et Villa la grande exploitation agricole gallo-romaine).

## Histoire

### Avant la Révolution
- L'église dépendait de l'abbaye de Pontlevoy avant 1790.

### Depuis 2016
En 2016, Tripleville fusionne avec six de ses communes voisines, à savoir Ouzouer-le-Marché, La Colombe, Membrolles, Prénouvellon, Semerville et Verdes, pour ainsi former la commune nouvelle de Beauce la Romaine.

## Politique et administration

### Liste des maires
| Période                                  | Période       | Identité         | Étiquette | Qualité |
| ---------------------------------------- | ------------- | ---------------- | --------- | ------- |
| Les données manquantes sont à compléter. |               |                  |           |         |
| mars 2001                                | décembre 2015 | Jean-Paul Bediou | DVD       |         |

Depuis 2016 et la création de Beauce la Romaine, le maire élu à Tripleville est maire délégué au maire de la commune nouvelle.
| Période                                  | Période  | Identité         | Étiquette | Qualité                                                             |
| ---------------------------------------- | -------- | ---------------- | --------- | ------------------------------------------------------------------- |
| Les données manquantes sont à compléter. |          |                  |           |                                                                     |
| janvier 2016                             | en cours | Jean-Paul Bediou | DVD       | Reconduit à la création de la commune nouvelle, puis réélu en 2020. |

## Population et société

### Démographie
L'évolution du nombre d'habitants est connue à travers les recensements de la population effectués dans la commune depuis 1793. À partir du 1er janvier 2009, les populations légales des communes sont publiées annuellement dans le cadre d'un recensement qui repose désormais sur une collecte d'information annuelle, concernant successivement tous les territoires communaux au cours d'une période de cinq ans. 
Pour les communes de moins de 10 000 habitants, une enquête de recensement portant sur toute la population est réalisée tous les cinq ans, les populations légales des années intermédiaires étant quant à elles estimées par interpolation ou extrapolation. Pour la commune, le premier recensement exhaustif entrant dans le cadre du nouveau dispositif a été réalisé en 2007,.
En 2013, la commune comptait 165 habitants, en évolution de +17,86 % par rapport à 2008 (Loir-et-Cher : +1,74 %, France hors Mayotte : +2,49 %).
| 1793 | 1800 | 1806 | 1821 | 1831 | 1836 | 1841 | 1846 | 1851 |
| ---- | ---- | ---- | ---- | ---- | ---- | ---- | ---- | ---- |
| 220  | 177  | 209  | 214  | 278  | 301  | 283  | 305  | 320  |

| 1856 | 1861 | 1866 | 1872 | 1876 | 1881 | 1886 | 1891 | 1896 |
| ---- | ---- | ---- | ---- | ---- | ---- | ---- | ---- | ---- |
| 337  | 319  | 330  | 325  | 340  | 349  | 315  | 317  | 301  |

| 1901 | 1906 | 1911 | 1921 | 1926 | 1931 | 1936 | 1946 | 1954 |
| ---- | ---- | ---- | ---- | ---- | ---- | ---- | ---- | ---- |
| 313  | 285  | 239  | 251  | 260  | 239  | 246  | 251  | 210  |

| 1962 | 1968 | 1975 | 1982 | 1990 | 1999 | 2007 | 2012 | 2013 |
| ---- | ---- | ---- | ---- | ---- | ---- | ---- | ---- | ---- |
| 206  | 177  | 145  | 135  | 126  | 130  | 137  | 162  | 165  |

### Pyramide des âges
La population de la commune est relativement âgée. Le taux de personnes d'un âge supérieur à 60 ans (28,5 %) est en effet supérieur au taux national (21,6 %) et au taux départemental (26,3 %).
À l'instar des répartitions nationale et départementale, la population féminine de la commune est supérieure à la population masculine. Le taux (50,4 %) est du même ordre de grandeur que le taux national (51,6 %).
La répartition de la population de la commune par tranches d'âge est, en 2007, la suivante :
- 49,6 % d’hommes (0 à 14 ans = 8,8 %, 15 à 29 ans = 22,1 %, 30 à 44 ans = 17,6 %, 45 à 59 ans = 22,1 %, plus de 60 ans = 29,4 %) ;
- 50,4 % de femmes (0 à 14 ans = 23,2 %, 15 à 29 ans = 15,9 %, 30 à 44 ans = 14,5 %, 45 à 59 ans = 18,8 %, plus de 60 ans = 27,5 %).

| Hommes | Classe d’âge | Femmes |
| ------ | ------------ | ------ |
| 2,9    | 90 ans ou +  | 1,4    |
| 10,3   | 75 à 89 ans  | 14,5   |
| 16,2   | 60 à 74 ans  | 11,6   |
| 22,1   | 45 à 59 ans  | 18,8   |
| 17,6   | 30 à 44 ans  | 14,5   |
| 22,1   | 15 à 29 ans  | 15,9   |
| 8,8    | 0 à 14 ans   | 23,2   |

| Hommes | Classe d’âge | Femmes |
| ------ | ------------ | ------ |
| 0,6    | 90 ans ou +  | 1,6    |
| 8,3    | 75 à 89 ans  | 11,5   |
| 14,8   | 60 à 74 ans  | 15,7   |
| 21,4   | 45 à 59 ans  | 20,6   |
| 20,3   | 30 à 44 ans  | 19,2   |
| 16,2   | 15 à 29 ans  | 14,7   |
| 18,5   | 0 à 14 ans   | 16,7   |

## Économie
- Exploitations agricoles.

## Culture locale et patrimoine

### Lieux et monuments
- L'église Saint-Martin restaurée en 1992[10].

Malgré plusieurs destructions, Tripleville est la commune du Loir-et-Cher qui dispose encore à ce jour du plus riche patrimoine mégalithique du département. La concentration de dolmens et sépultures sous dalle correspond à une véritable nécropole néolithique :
- Dolmen de la Mouise-Martin  Inscrit MH (1979)[11] ;
- Dolmen de la Rousselière  Classé MH (1979)[12] ;
- Dolmen du Bourg Neuf dénommé aussi Dolmen du Prunay ou Sépulture du Gros Perron ;
- Dolmen du Val d'Avril  Classé MH (1889)[13] ;
- le dolmen dit Palet de Gargantua (ou Sépultures sous dalle de la Nivardière)  Classé MH (1889)[14].
- la Drue à Gargantua : menhir  Classé MH (1889)[15].

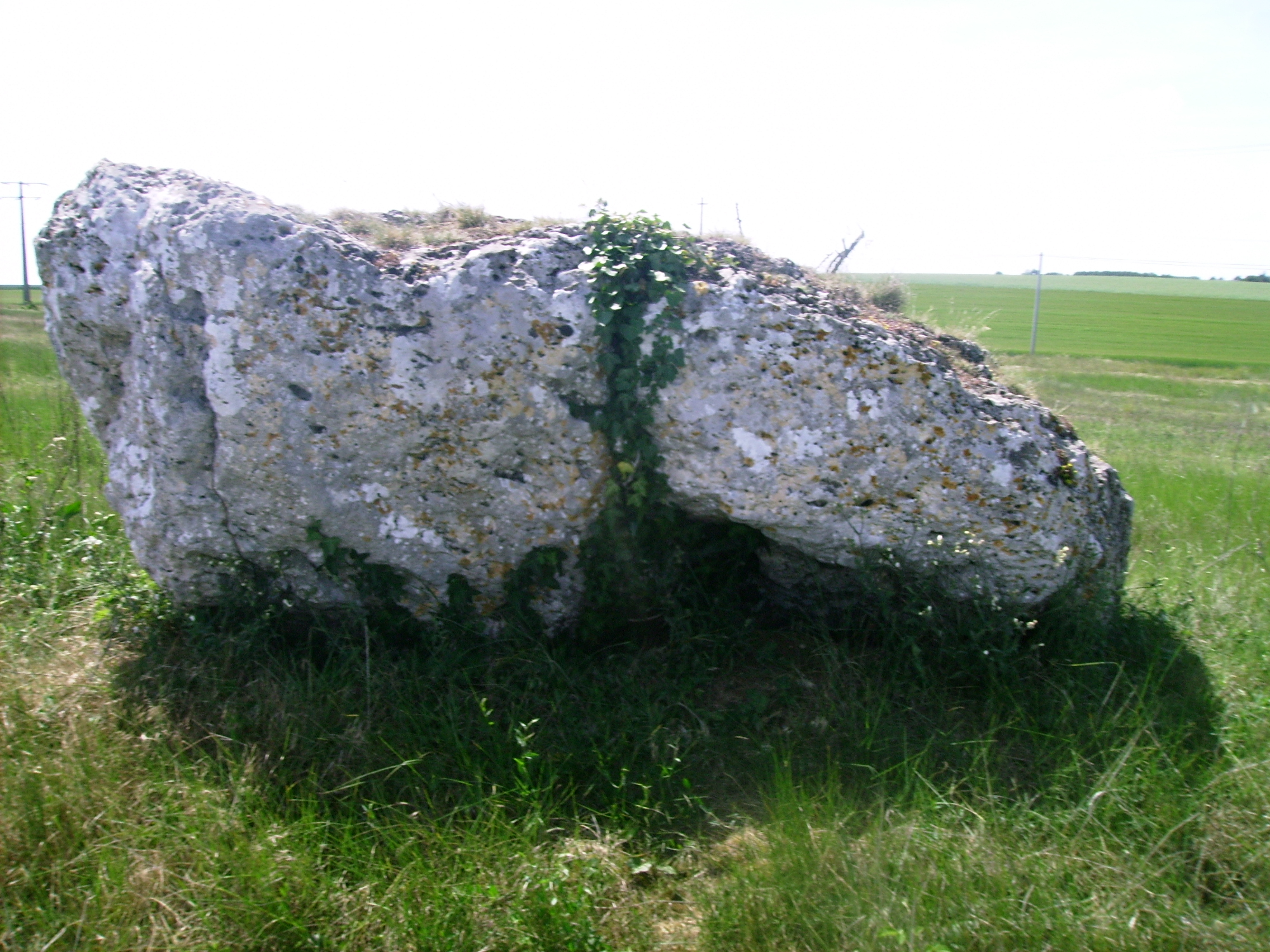
Dolmen du Bourg Neuf.
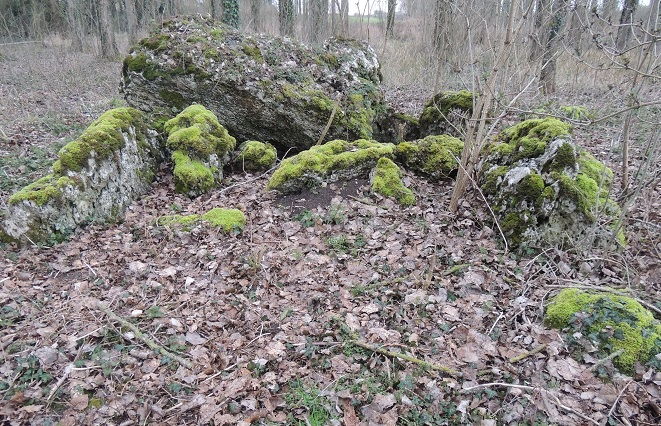
Dolmen du Val d'Avril.
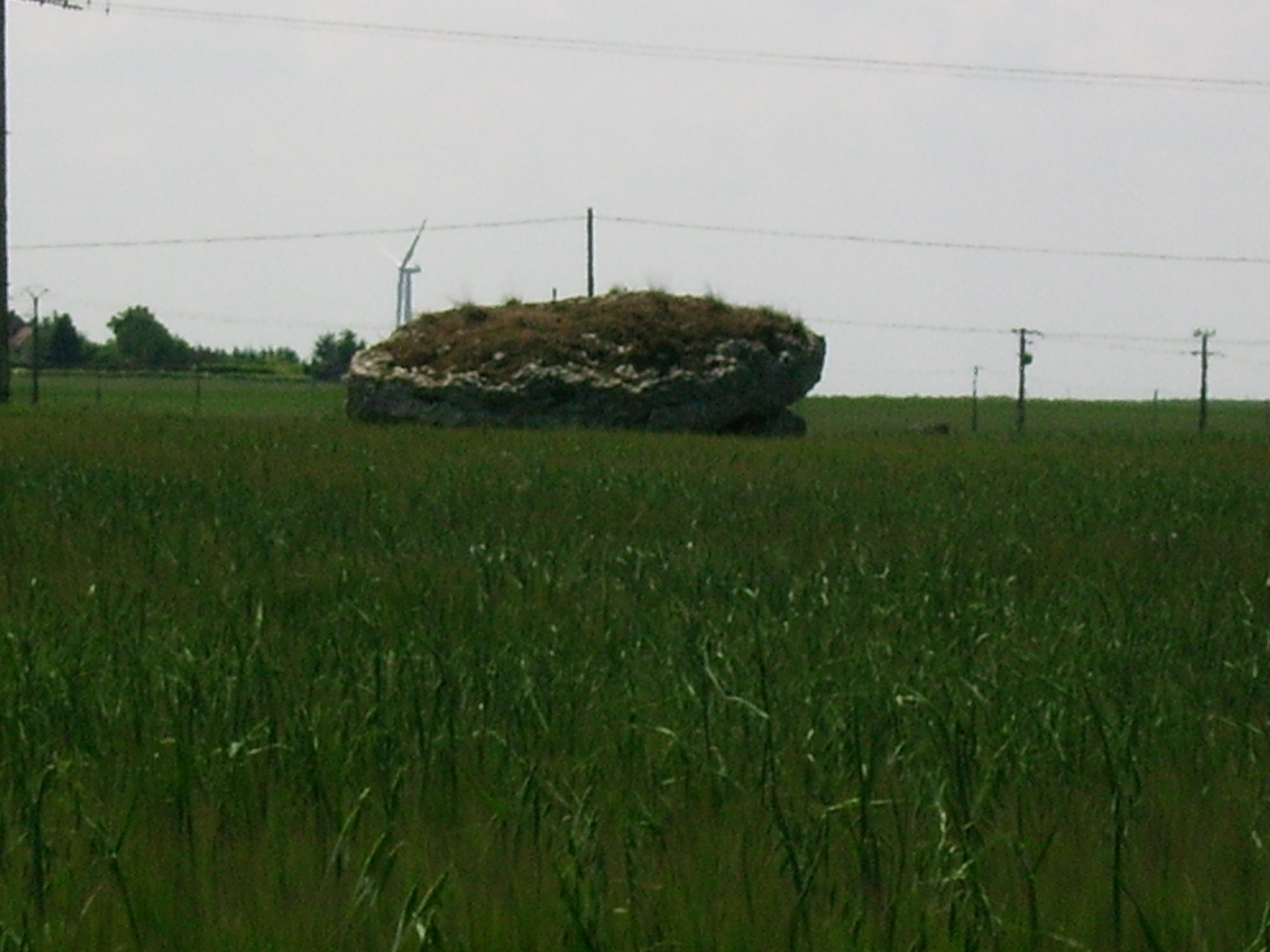
Palet de Gargantua.
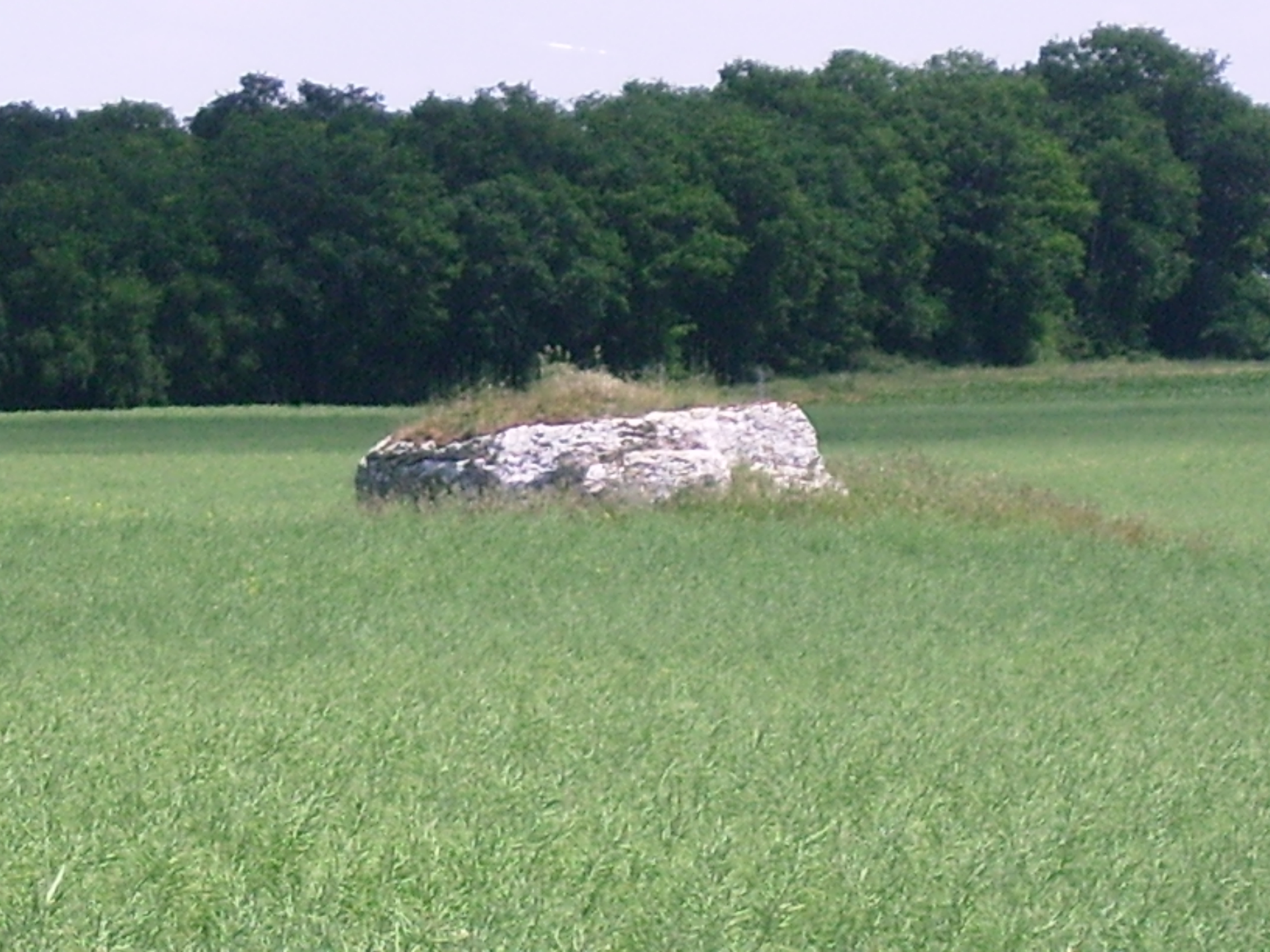
Dolmen de la Mouïse-Martin.